# 全权数字发动机控制
全权数字发动机控制（英語：full authority digital engine control，简称FADEC）是一种控制飞机引擎各方面性能的组件，它是由数字计算机组成的一个系统，这些计算机被称为电子引擎控制器（electronic engine controller，缩写EEC）或发动机控制器（缩写ECU）。FADEC已被生产用于活塞发动机和喷气发动机。

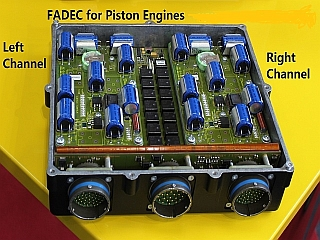
用于活塞发动机的FADEC

## 历史
任何发动机控制系统的目标都是使发动机在给定条件下最高效的运转。在最初，发动机控制系统由与发动机物理连接的简单机械连杆机构组成。飞行员或飞行工程师可以通过移动这些杠杆控制燃料流量、功率输出等许多发动机参数。
发动机控制的机械手段——第二次世界大战中德国的BMW 801發動機的机械/液压发动机控制单元是一个值得注意的例子，其推出了模拟电子引擎控制。模拟电子控制改变電子訊號以传达期望的发动机设置。该系统较机械控制有明显改善，但也有其缺点，包括常见的电子噪声干扰和可靠性问题。1960年代，超音速协和式客机中采用和引入了全权模拟控制作为奥林匹斯593发动机的一个组件。
1968年，罗尔斯·罗伊斯与Elliott Automation合作建立国家燃气涡轮研究院，研制了一台数字式发动机控制系统，在一架罗尔斯·罗伊斯奥林匹斯Mk 320上完成了数百小时的运轉。
继模拟电子控制后，下一步就是数字式电子控制系统。1970年代末期，NASA与普惠公司试验了首个实验性FADEC，首次飞行在一架F-111上进行，它搭载了一台高度改装的普惠TF30左引擎。此实验使F100渦輪扇發動機和普惠PW2000成为首个装有FADEC的军民两用发动机，并且之后的普惠PW4000是第一款商用“双FADEC”发动机。首个服役的FADEC是由Dowty和Smiths Industries Controls为鹞II开发的罗尔斯·罗伊斯飞马发动机。
於2010年代尾，由中國航空發動機集團研製的渦扇-20，成為中國首款採用全权数字发动机控制的渦輪風扇發動機。

## 优势
- 更好的燃油效率
- 发动机自动保护，避免超范围操作
- 多通道FADEC计算机可在发生故障时提供冗餘，从而更加安全
- 无需担忧的发动机操控，保证推力的设置
- 通过对FADEC程式更新，可以使用一种发动机满足广泛的推力要求
- 提供半自动引擎启动
- 发动机与飞机系统有更好的系统整合
- 可以提供发动机长期健康监测和诊断
- 减少机组人员需监视的参数数量
- 由于监测的参数数量很大，FADEC使得“容错系统”成为可能（系统在某些存有故障的配置下，仍在要求的可靠性和安全限制内运轉）
- 减轻重量

## 劣势
- 全权数字式发动机控制装置没有手動介入設計，发动机的操作参数被完全交由電腦計算。
  - 如果发生FADEC全面失效，则发动机失效。
  - 在FADEC全面失效后，飞行员无法手动操控发动机的重启、油门等功能。
  - 冗余FADEC可以缓解单点故障风险（假设故障是随机硬件故障，而不是设计或制造错误的结果。否则相同的所有冗余组件中可能出现相同的故障）。
- 与流体力学、模拟或手动控制系统相比，系统复杂性高。
- 高度复杂的系统开发和檢查工作。
- 在危机事件（例如临近撞地）中，非FADEC发动机可以输出比额定推力大得多的推力，而FADEC发动机始终在其极限内运轉。